# Canal Chatham
Canal Chatham é uma passagem marinha estreita que conduz do curso inferior do Knight Inlet para a abertura da Call Inlet, separando as ilhas Minstrel e East Cracroft do continente, na direção leste. Desde a abertura da Call Inlet, correndo do sul para o leste, em torno da East Cracroft, é chamado de Canal Havannah. O canal foi presumivelmente nomeado por HMS Chatham.